# Ilunga Makabu
Ilunga Makabu (* 8. November 1987 in Kananga, Demokratische Republik Kongo) ist ein kongolesischer Profiboxer und ehemaliger WBC-Weltmeister im Cruisergewicht.
Sein Bruder Martin Bakole Ilunga ist ebenfalls Profiboxer.

## Boxkarriere
Ilunga Makabu verlor sein Profidebüt am 20. Juni 2008 in Südafrika durch TKO in der ersten Runde, gewann jedoch anschließend bis 2016 jeden seiner 19 Kämpfe, davon 18 vorzeitig. Er besiegte dabei Gegner mit positiven Bilanzen wie Pedro Otas (23-1), Dmytro Kutscher (21-0), Eric Fields (22-1), Rubén Miño (20-0), Glen Johnson (54-18) und Thabiso Mchunu (16-1). Am 29. Mai 2016 boxte er in Liverpool gegen Tony Bellew (26-2) um die vakante WBC-Weltmeisterschaft und verlor durch TKO in der dritten Runde, nachdem er seinen Gegner in der ersten Runde am Boden hatte.
Bis 2020 gewann er dann wieder jeden seiner sieben Kämpfe und schlug dabei auch Dmitri Kudrjaschow (23-2) und Alexei Papin (11-0). Er boxte daraufhin am 31. Januar 2020 erneut um den vakanten WBC-Weltmeistertitel und siegte einstimmig nach Punkten gegen Michał Cieślak (19-0). Im Dezember 2020 verteidigte er den Titel durch K. o. in der siebenten Runde gegen Olanrewaju Durodola (34-7) und im Januar 2022 nach Punkten gegen Thabiso Mchunu (23-5).
Am 26. Februar 2023 verlor er den Titel durch eine TKO-Niederlage in der zwölften Runde an Badou Jack (27-3).

## Errungene Titel
Makabu errang bisher folgende Titel:
- 19. November 2011: WBF World Champion
- 16. Februar 2013: IBF Youth World Champion
- 13. Juli 2013: WBC Silver Champion (1 Titelverteidigung)
- 28. Juni 2014: WBC International Champion
- 25. August 2018: WBC International Champion
- 16. Juni 2019: WBC Silver Champion (1 Titelverteidigung)
- 31. Januar 2020: WBC World Champion (2 Titelverteidigungen)